# Slato
Slato (cyr. Слато) – wieś w Bośni i Hercegowinie, w Republice Serbskiej, w gminie Nevesinje. W 2013 roku liczyła 50 mieszkańców.